# Breddiniolella leveri
Breddiniolella leveri är en insektsart som beskrevs av Ronald Gordon Fennah 1950. Breddiniolella leveri ingår i släktet Breddiniolella och familjen vedstritar.
Artens utbredningsområde är Fiji. Inga underarter finns listade i Catalogue of Life.